# The Hero of the Hour
The Hero of the Hour er en amerikansk stumfilm fra 1917 af Raymond Wells.

## Medvirkende
- Jack Mulhall som Billy Brooks.
- Wadsworth Harris som Brooks Sr.
- Fritzi Ridgeway som Mildred Nebeker.
- Eugene Owen som Nebeker.
- Fred Burns.